# Sax Mallard
Oett M. „Sax“ Mallard (* 2. September 1915 in Illinois; † 29. August 1986 in Chicago) war ein US-amerikanischer Jazz- und Rhythm-and-Blues-Musiker (Klarinette, Altsaxophon, Arrangement) und Bandleader.

## Leben
Oett M. Mallard stammte aus dem Süden des Bundesstaates Illinois; seine Eltern kamen ursprünglich aus Kentucky. Mit 16 Jahren begann er Saxophon zu spielen, als er die Wendell Philips High School besuchte; einen ersten Auftritt hatte er bei im Radio mit dem Vokalisten Frankie „Half Pint“ Jaxon. Nach seiner Graduierung an der DuSable Highschool tourte er zweieinhalb Jahre mit seinem Klassenkameraden Nat King Cole in einer Show namens Shuffle Along durch die Vereinigten Staaten und Kanada. In Hollywood spielte er 1937 in der Band von Nats Bruder Eddie Cole in Bacon’s Casino. Mit 21 Jahren verkaufte er ein erstes Arrangement (für sechs Stücke) an Lionel Hampton. Nach seiner Rückkehr nach Chicago arbeitete er bis zum Beginn des Zweiten Weltkriegs mit Fats Waller, den Ink Spots, der Andy Kirk Band und Mary Lou Williams; kurze Zeit sprang Sax Mallard für Johnny Hodges im Duke Ellington Orchestra ein und wirkte auch bei einigen Aufnahmen der Band mit.
1942 spielte Mallard in der zwölfköpfigen Band von Floyd Campbell (1901–1993), die ein regelmäßiges Engagement im Parkway Ballroom (45th and South Park) hatte und außerdem in South Bend, Indianapolis und Milwaukee auftrat. Anschließend diente er 18 Monate in der Army. Im April und Mai 1943 bekam er erneut Gelegenheit, für einige Radioauftritte bei Duke Ellington zu spielen, als er als Ersatz für Otto Hardwick eingestellt wurde; kurze Zeit spielte er auch Klarinette im Ellington-Orchester, als Chauncey Haughton ausschied. Ersetzt wurde er schließlich von einem weiteren Chicagoer Altsaxophonisten, von Nat Jones.
An die Ellington-Episode diente er bis Anfang 1946 in der Navy, wo er den Bachelor in Musik erwarb. In der zweiten Hälfte der 1940er Jahre arbeitete er vorwiegend als Studiomusiker in Chicago für Blues- und R&B-Bands und trat mit der Armand „Jump“ Jacksons Band auf. Aufnahmen entstanden in dieser Zeit mit Buster Bennett für Victor und Columbia Ende 1947, dem er auch als Arrangeur diente; außerdem spielte er bei Aufnahmen der Blues- und R&B-Sänger Tampa Red, Eddie Boyd, Arbee Stidham, Big Bill Broonzy („Big Bill’s Boogie“), Washboard Sam, Dinah Washington, Rosetta Howard, LaVern Baker und Roosevelt Sykes („That’s My Gal“) sowie als Sessionmusiker für kleinerer Label wie Aristocrat Records.
Ende 1947 bekam er erstmals Gelegenheit für Aristocrat unter eigenem Namen aufzunehmen („Insurance Man Blues“). The Mojo erreichte im Mai 1948 #6 der R&B-Charts, war aber lediglich ein lokaler Erfolg in Los Angeles. Anfang der 1950er Jahre arbeitete Mallard als Begleitmusiker bei Joe Williams, Stuff Smith, Bobby Prince und Lurlean Hunter sowie als Mitglied einer Studioband des Senders WBKB-TV in Chicago mit dem Sänger Andrew Tibbs; mit dieser Band nahm Mallard einige Singles für Chess (Aching Heart), Mercury (Accent on Youth) und Checker Records (Teen Town Strut) auf. 1955 begleitete er mit seiner Band Doo-Wop-Formationen wie The Coronets oder The Moonglows bei Aufnahmen für Chess. 1953 kam der Song I’m Mad von Mitzi Mars mit Sax Mallard und einem Orchester auf #9 der R&B-Charts.
Mit dem Aufkommen des Rock ’n’ Roll in der zweiten Hälfte der 1950er Jahre ließ der Erfolg nach; er hatte aber weitere Auftritte mit seiner Band in verschiedenen Clubs der Stadt, wie The Crown Propeller Lounge oder der Cock ’n Bull Lounge, musste aber hauptberuflich als Klavierstimmer arbeiten. Von 1959 bis 1984 arbeitete er fortan in diesem Beruf im Chicago Park District, sowie für 15 Jahre als Prüfer in der Chicago Federation of Musicians, daneben als Ausbilder von Klavierstimmern, trat aber noch gelegentlich auf. 1960 entstanden weitere Aufnahmen mit Earl Hooker und Bobby Saxton sowie mit Sunnyland Slim (Worried about My Baby) und Roosevelt Sykes für Crown Records. Zuletzt wirkte Mallard 1970 bei Aufnahmen von Sykes mit King Kolax für Delmark Records mit, solistisch zu hören in Feel Like Blown' My Horn. 1981 trat er mit Blind John Davis auf dem Chicago Jazz Festival auf. Sax Mallard starb im August 1986 im West Side Veterans Administration Hospital.

## Diskografische Hinweise
- Big Bill Broonzy: Midnight Steppers (Swingtime, 1940–47)
- Duke Ellington: Live Sessions (Jazz Anthology, 1943–45)
- Roosevelt Sykes: Masters of Jazz - Blues Giants (RCA-Kompilation)
- Andrew Tibbs 1947-1951 (Classics)
- Various Artists: The Mercury Blues ’n Rhythm Story 1945-1955 (ed. 1996)